# 1,1,1-三氨甲基乙烷
1,1,1-三氨甲基乙烷（英語：1,1,1-Tris(aminomethyl)ethane，缩写TAME，也称作2-氨甲基-2-甲基-1,3-丙二胺）是一种有机化合物，结构简式CH3C(CH2NH2)3，属于多胺，常温常压下为无色液体，可作为螯合配体。